# Водоспад Ауграбіс
Водоспад Ауграбіс розташований в Південній Африці.

Друге місце у світі по потужності потоку води займає водоспад Ауграбіс, розташований в Південній Африці, серед безкрайніх пустинних просторів Калахарі, на річці Оранжева. Його висота складає 146 м, витрата води в повені перевищує 1000 куб/сек. Перед водоспадом Оранжева розділяється на незліченну безліч невеликих проток з тим, щоб через декілька кілометрів з'єднатися у вузькій кам'яній щілині та зі страхітливим ревом впасти вниз, на гранітне підніжжя уступу. Пролетівши 150 м, могутній потік води зі страшною силою ударяється об скелясте ложе, в якому йому за багато років вдалося виконати поглиблення, т.з. велетенський казан.
На дні ущелини, по якій мчать струмені води, що вирвалися з «казана», видніються десятки дивних круглих отворів різного діаметру, виконані такими, що лежали в поглибленнях скелі каменями, які під дією води сотні років оберталися на одному місці.
Голландські колоністи, першими з європейців що побачили дане диво природи, чомусь вирішили, що в «казані» Ауграбіса накопичилася величезна кількість алмазів, принесених водами річки Оранжева з її верхів'їв і верхів'їв Вааля, де давно відомі родовища цих коштовних каменів. Говорять, що декілька сміливців якось ризикнули упірнути в кам'яну чашу під водоспади, але лише один з них вибрався з води назад і впав на берег мертвим. Коли товариші розтискали його кулак, то побачили два прекрасні алмази. Правда, на тому вся справа і кінчилося, оскільки більше охочих ризикнути своїм життям не знайшлося.